# Yann Guyot
Yann Guyot, (n. Vannes a 26 de fevereiro de 1986), é um ciclista francês.

## Palmarés
2008 (como amador)
- Grande Prêmio de Plouay amador

2010 (como amador)
- La Roue Tourangelle

2011 (como amador)
- Grande Prêmio de Plouay amador

2014 (como amador)
- Grande Prêmio de Marbriers
- Grande Prêmio Cristal Energie
- 1 etapa do Tour de Bretanha

2015
- 1 etapa do Tour de Loir-et-Cher